# Circuit de Thruxton
El circuit de Thruxton és un circuit de curses de 3,792 km de longitud situat a prop del poble de Thruxton (uns 48 km al nord de Southampton), a Hampshire, Anglaterra. Ha acollit curses de motociclisme famoses, com ara la Thruxton 500, i moltes d'automobilisme, entre elles algunes de puntuables per als campionats britànics de turismes, GT, Fórmula 1 i Fórmula 3 i el campionat GB3. Sovint ha estat considerat "el circuit més ràpid del Regne Unit", ja que els conductors hi poden assolir velocitats de més de 300 km/h. Per tal d'il·lustrar aquest fet, Damon Hill va conduir el seu Williams de Fórmula 1 al circuit el 1993 a una velocitat mitjana de 237 km/h. Hi ha una similitud raonable entre el disseny de Thruxton i el disseny original de  Silverstone que va funcionar fins al 1990.

## Història
L'equipament original, el RAF Thruxton, es va construir originalment el 1942 com a camp d'aviació de la Segona Guerra Mundial per a la RAF i la USAAF, que el van fer servir per a avions i planadors de transport de tropes. S'hi van dur a terme operacions bèl·liques durant els desembarcaments del dia D. També des d'aquí es van envolar els paracaigudistes que van participar en l'èxit de l'Operació Biting  (el "Bruneval Raid"), en què es van confiscar equips de radar alemanys a la costa de França.
El posterior circuit, que segueix la línia de la carretera perimetral de l'aeròdrom, es va crear el 1968. Abans, de 1950 a 1965, s'havien fet curses de motociclisme a les pistes i a la carretera perimetral, entre elles les famoses 9 Hores de Thruxton (1955-1957) i la Thruxton 500 (1958-1964). L'any 2000, el circuit es va recuperar, la qual cosa va fer que els temps de volta caiguessin considerablement en comparació amb els anys anteriors.

## Esdeveniments

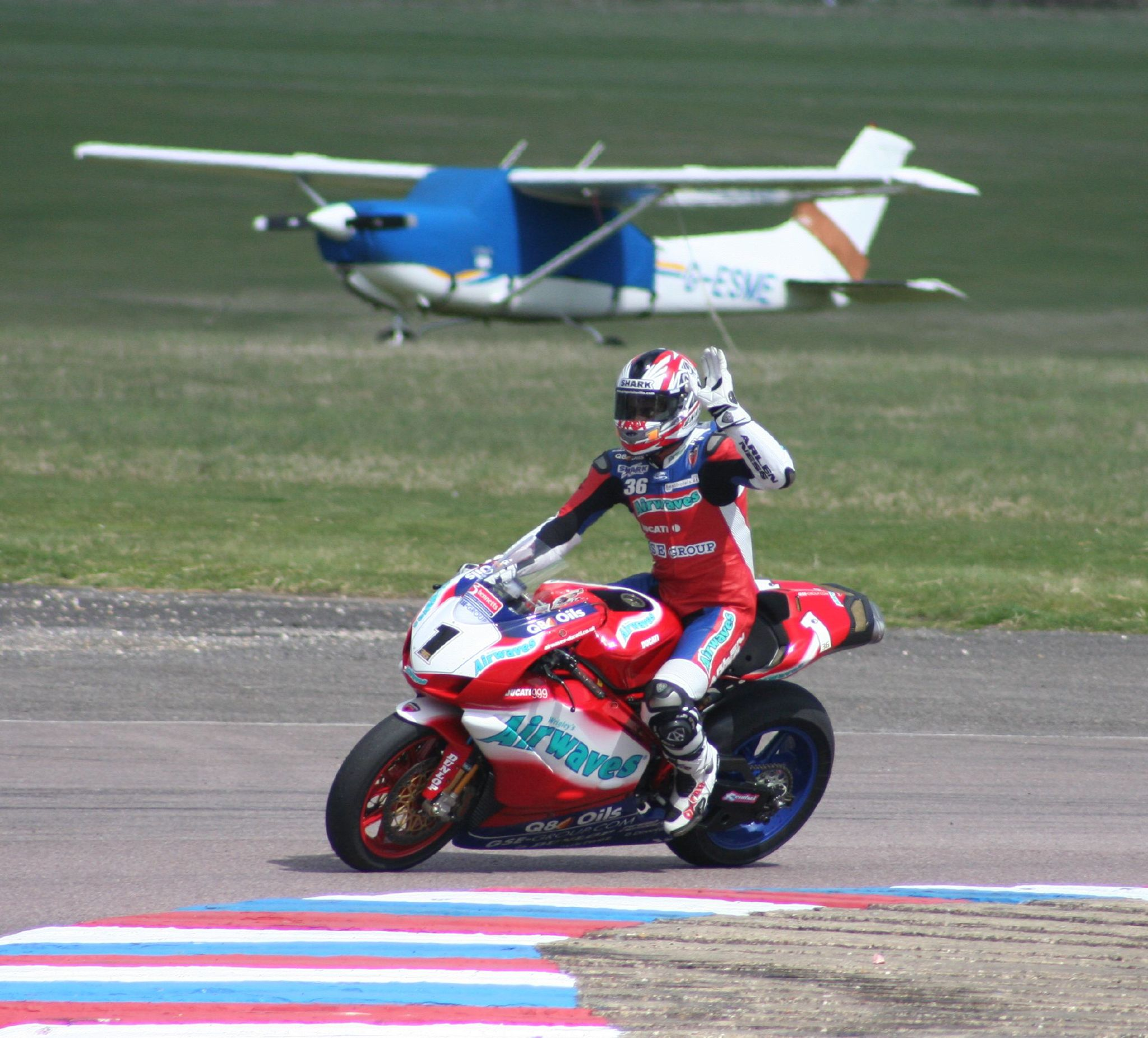
Gregori Lavilla havent guanyat una cursa a Thruxton el 2006

A causa de restriccions de planificació, el circuit només pot organitzar esdeveniments d'esport de motor 12 dies a l'any. Actualment, tres es dediquen a les curses de motociclisme: un cap de setmana per al Campionat britànic de Superbike (la principal categoria de curses de motociclisme a Gran Bretanya) i el tercer dia per a curses de clubs. Els dies restants es dediquen a les curses d'automobilisme: els caps de setmana es fan servir per al campionat britànic de turismes (TOCA, British Touring Car Championship), el campionat britànic conjunt de Fórmula 3 i GT i el Dunlop Great and British Festival, que inclou rondes del campionat britànic de curses de camions i de l'International Truck Racing Challenge, així com les curses de la Radicalendurance.
A més, es fan dues sessions separades d'un dia per als campionats d'aficionats del British Automobile Racing Club (BARC), una de les quals es titula Thruxton Classic, que inclou curses per a cotxes clàssics de turisme, Classic Formula Ford 1600 i Formula Ford 2000. El dia restant es cedeix a altres clubs organitzadors, com el 750 Motor Club i l'Historic Sports Car Club. A causa de la relativa poca freqüència de les sessions de curses, Thruxton continua sent una part popular del calendari dels esports de motor britànic.

## L'herència "Thruxton"

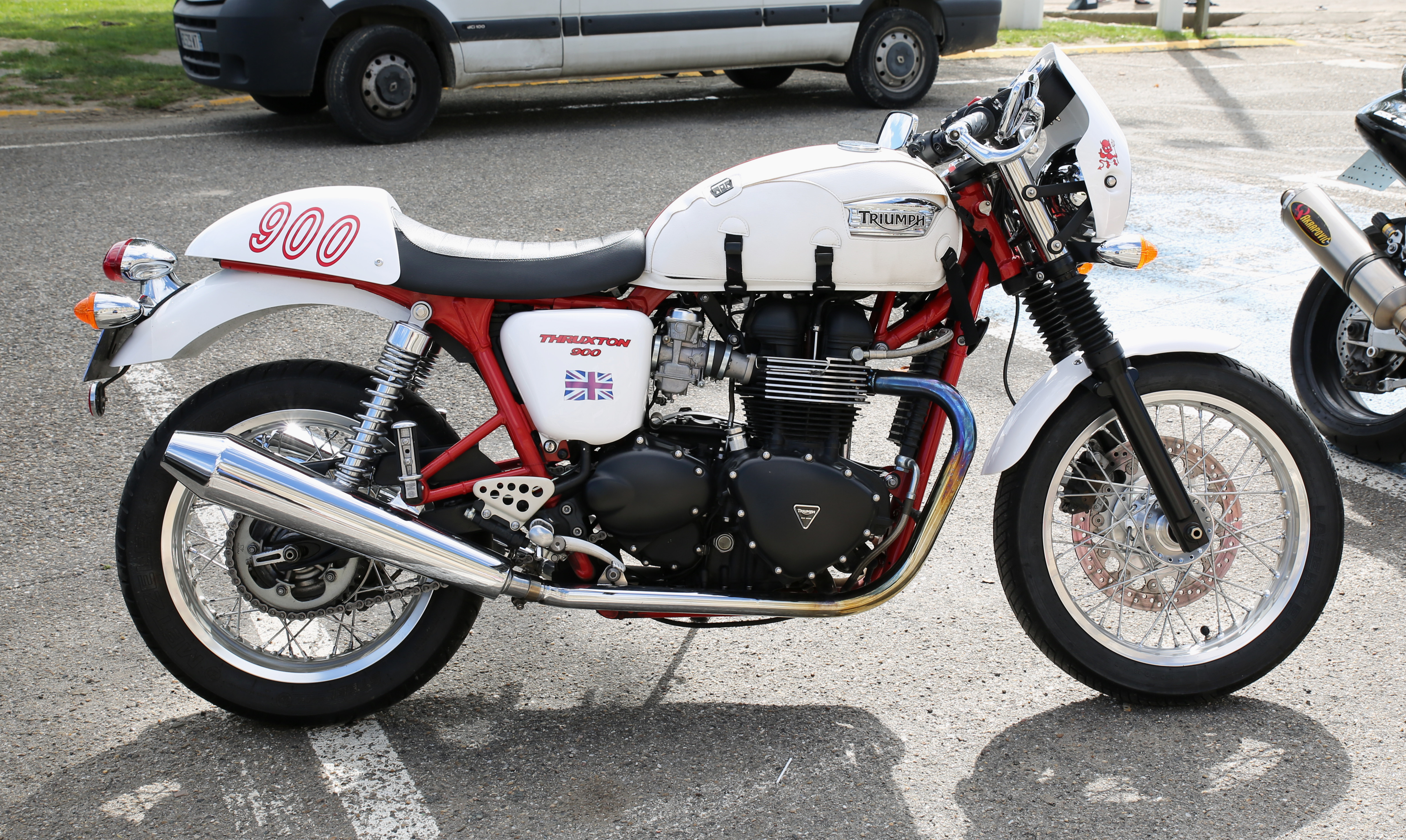
Una Triumph Thruxton 900 del 2014

Com a resultat de la seva llarga història de curses, el nom "Thruxton" s'ha fet servir en el passat per a diversos models de motocicleta:
- Triumph Thruxton, una gamma de motocicletes tipus café racer
- Velocette Thruxton, un model de motocicleta esportiva
- Manillar Thruxton, un tipus de manillar de motocicleta que proporciona una posició de manillar de tipus "clip" (el clàssic doble manillar de competició) però que s'enganxa a la part superior de la pipa de la direcció en comptes dels capçals de la forquilla. Els manillars Thruxton també es coneixen com a "manillars Ace" (Ace 'bars) o "manillars Clubman" (Clubman 'bars).